# Route nationale 313
Pour les articles homonymes, voir Route 313.
La route nationale 313, ou RN 313, est une ancienne route nationale française reliant Aimargues à l'autoroute A9, échangeur no 26. Il s'agit de l'ancienne RN 579A. Cette route a été déclassée par le décret du 5 décembre 2005 et porte désormais le numéro D 6313.
Avant la réforme de 1972, la RN 313 reliait Meulan à Gauville, hameau de la commune de Saint-Wandrille-Rançon. Elle a été déclassée en RD 913 dans les Yvelines, le Val-d'Oise et en Seine-Maritime et en RD 313 dans l'Eure. Avant la construction du pont de Brotonne (D 490), la RN 313 passait par le bac de La Mailleraye-sur-Seine, entre La Mailleraye-sur-Seine et Gauville. À la suite de la construction de ce pont, le bac a été supprimé.

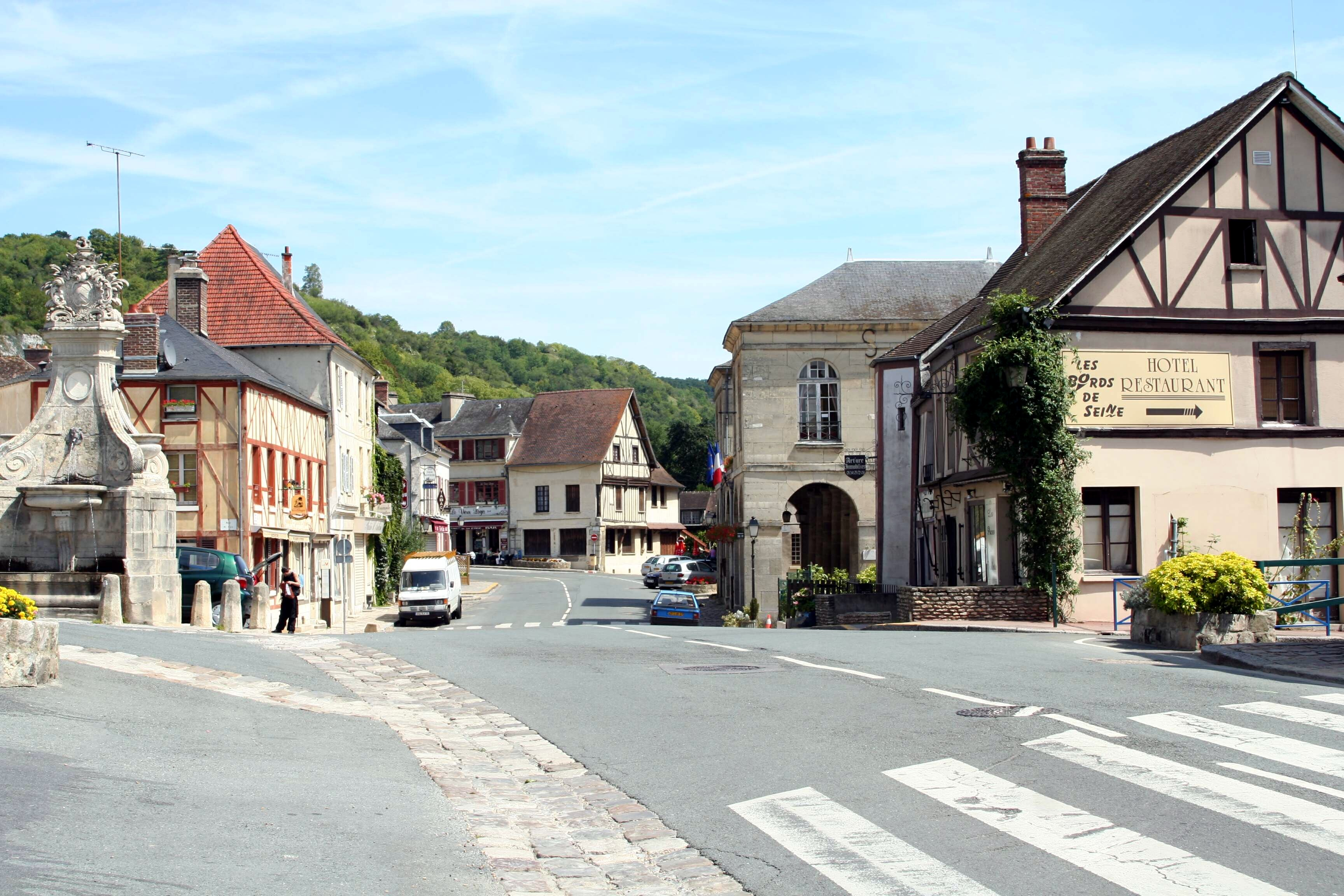
La RD 913 dans la traversée de La Roche-Guyon.

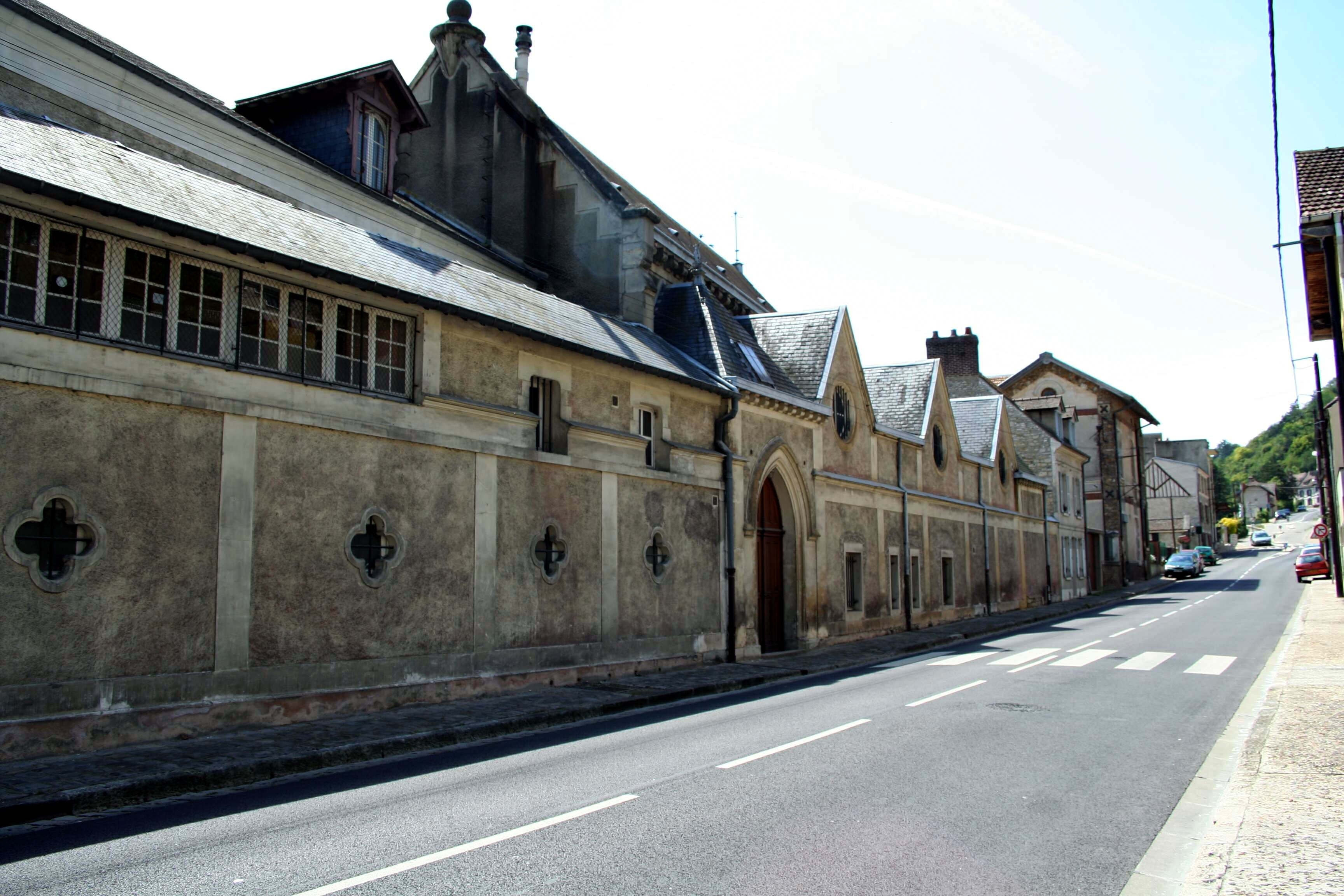
La RD 913 dans la traversée de La Roche-Guyon.

## D'Aimargues à l'A9 (D 6313)
- Giratoire avec la RD 6572 et la RD 979
- : Aimargues
- Giratoire avec la RD 979
- Giratoire avec la RN 113 et la RD 378
- : Gallargues-le-Montueux
- Péage
- Échangeur entre RD 6313 et A9

## Ancien tracé de Meulan à Gauville
- Meulan (km 0)
- La Roche-Guyon (km 26)
- Vernon (rive droite) (km 37)
- Pressagny-l'Orgueilleux (km 43)
- Notre-Dame-de-l'Isle (km 46)
- Port-Mort (km 50)
- Giratoire de Bouafles (déviation de Vézillon)
- Les Andelys (km 57)
- Andé (km 71)
- Pont de Saint-Pierre-du-Vauvray sur la Seine
- Saint-Pierre-du-Vauvray (km 72)
- Saint-Étienne-du-Vauvray (menhir)
- Louviers (km 80)
- Elbeuf (km 96)
- Bourgtheroulde-Infreville (Bourgtheroulde) (km 107)
- Bourg-Achard (km 115)
- La Mailleraye-sur-Seine (km 142)
- Bac de la Mailleraye-sur-Seine
- Gauville, commune de Saint-Wandrille-Rançon (km 145)